# 튀르키예-러시아 대치
튀르키예-러시아 대치는 러시아 공군 수호이 Su-24의 격추 사건 이후로 격화된 튀르키예와 러시아의 군사적 긴장 및 위기 관계를 언급할 때 사용한다. 2012년 6월부터 러시아가 시리아 정부를 지원하고, 튀르키예가 자유 시리아군과 알누스라 전선 등을 지원하면서 이들은 대치 상태에 들어갔다. 러시아군의 공격이 증가하고 튀르키예가 이에 맞서 영공에서 러시아 전투기를 격추시킴으로써 양국의 관계는 더욱 악화되었다. 러시아는 튀르키예가 자유롭게 항행하는 전투기를 격추시켰다고 비난했고, 튀르키예는 러시아가 자국의 영공을 침범한 것과 시리아 투르크멘인들에게 전쟁범죄를 저질렀다고 항의했다. 러시아군은 이에 시리아 내에서의 군사 개입 및 ISIL과 불법적인 경제적 연관으로 튀르키예를 비난했다. 튀르키예와 러시아의 대립으로 대 IS 군사 개입은 새로운 국면을 맞이했으며, 양국의 대립은 이란-사우디아라비아 대리 전쟁과 함께 시리아 내전의 국제적 공조를 어렵게 하는 주요 현안이다.